# Crevedia (Dâmbovița)
Pour les articles homonymes, voir Crevedia.
Crevedia est une commune du județ de Dâmbovița en Roumanie.